# Tipula (Lunatipula) meronensis
Tipula (Lunatipula) meronensis is een tweevleugelige uit de familie langpootmuggen (Tipulidae). De soort komt voor in het Palearctisch gebied.